# Eduard Boeckers

Eduard Boeckers (1914)

Eduard Boeckers (* 1863 in Prummern; † 28. Januar 1941 in Detmold) war ein deutscher Richter und Politiker (NLP).

## Leben
Boeckers war der Sohn eines lippischen Gutsbesitzers. Er besuchte das Gymnasium Leopoldinum in Detmold und legte dort 1882 das Abitur ab. Danach studierte er in Tübingen und Berlin Rechtswissenschaften. Nach dem ersten Staatsexamen leistet er das Referendariat am Amtsgericht Detmold und legte 1890 das Assessorenexamen ab. 1893 wurde er Amtsrichter am Amtsgericht Salzuflen und wechselte 1903 als Amtsrichter an das Amtsgericht Detmold. Im Ersten Weltkrieg leistete er 1914 bis 1918 Kriegsdienst. Er war zuletzt Hauptmann und Bataillonskommandeur im Landwehr-Infanterie-Regiment Nr. 15. Nach dem Krieg kehrte er an das Amtsgericht Detmold zurück, wo er später zum Direktor aufstieg.
1918 bis 1941 war er Administrator und Kurator der Clostermeier-Stiftung.

## Politik
Boeckers vertrat liberale Positionen und war Mitglied der NLP. Bei der Landtagswahl in Lippe 1913 wurde er in der 1. Klasse (B) in den Landtag gewählt. In Lippe galt damals das Dreiklassenwahlrecht. Die erste Klasse umfasste die größten Steuerzahler, für die Untergruppe B war eine Einkommensteuer von 180 Mark Voraussetzung. Boeckers gehörte dem Landtag bis zur Novemberrevolution 1918 an.